# Saint-Paterne
Saint-Paterne era una comuna francesa situada en el departamento de Sarthe, de la región de Países del Loira, que el 1 de enero de 2017 pasó a ser una comuna delegada de la comuna nueva de Saint-Paterne-le-Chevain al fusionarse con la comuna de Le Chevain.

## Demografía
| Gráfica de evolución demográfica de Saint-Paterne entre 1800 y 2014 |
|                                                                     |

Los datos demográficos contemplados en este gráfico de la comuna de Saint-Paterne se han cogido de 1800 a 1999 de la página francesa EHESS/Cassini, y los demás datos de la página del INSEE.